# Cristina Neagu
Cristina Georgiana Neagu (Bucarest, 26 agosto 1988) è una pallamanista rumena, terzino sinistro del CSM Bucarest e della nazionale rumena, della quale è anche capitano.
Ha vinto per quattro volte il premio di migliore giocatrice IHF dell'anno (2010, 2015, 2016, 2018).

## Carriera

### Club

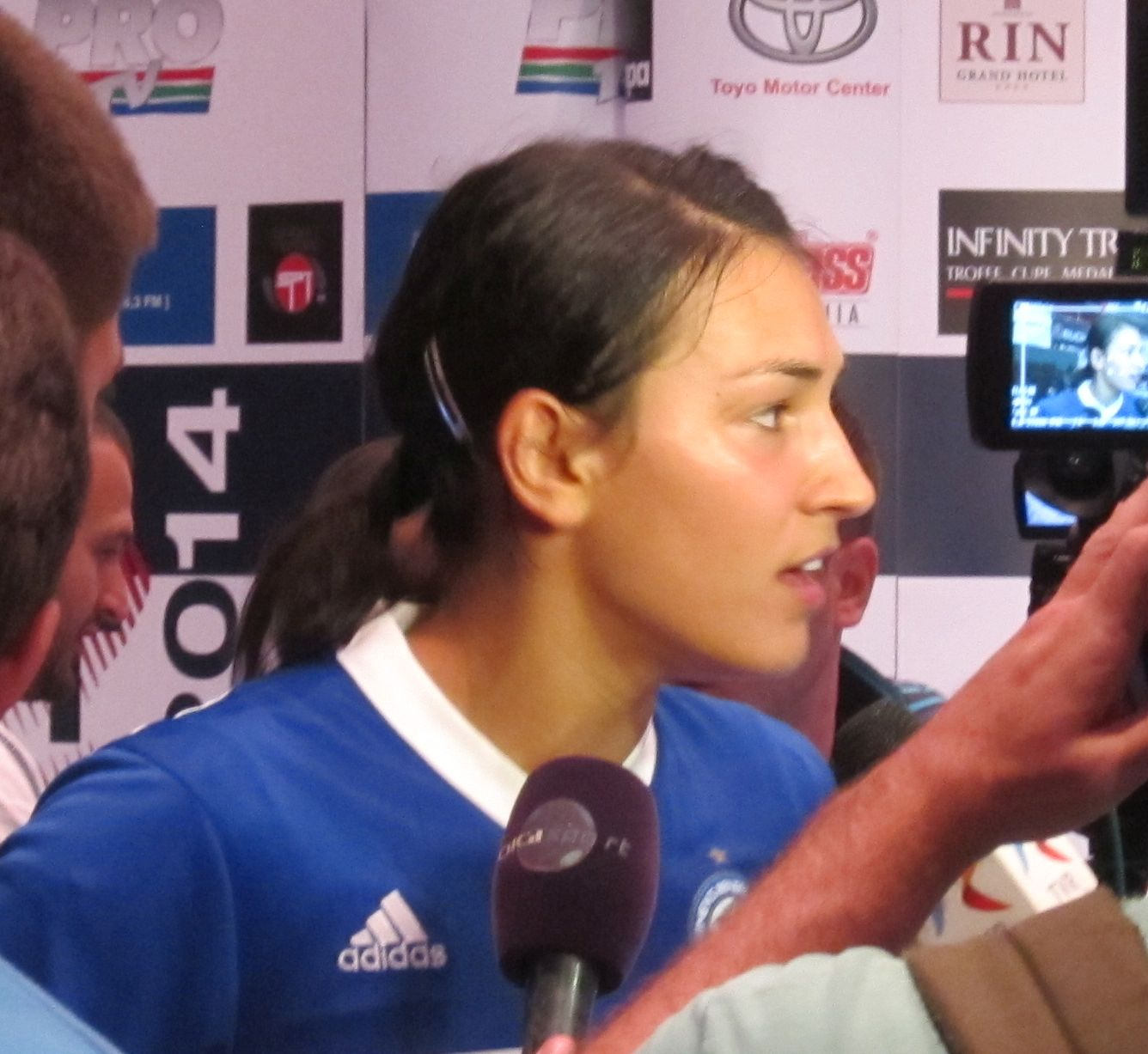
Cristina Neagu con la maglia del Budućnost Podgorica nel 2014.

Dopo aver iniziato a giocare a pallacanestro, Cristina Neagu è passata alla pallamano all'età di 12 anni, entrando a far parte del CSȘ 5 București. Nel 2006 passò al Rulmentul Brașov, col quale ha disputato la finale di Coppa delle Coppe EHF nell'edizione 2007-2008, perdendo dal Larvik, ma vincendo la classifica delle migliori marcatrici del torneo. Nel gennaio 2009 si è trasferita al Râmnicu Vâlcea. Col Râmnicu Vâlcea ha vinto il campionato rumeno per cinque anni di fila dal 2009 al 2013. Negli stessi anni è arrivata a conquistare nella EHF Champions League prima il terzo posto nell'edizione 2008-2009 e poi il secondo posto nell'edizione 2009-2010.
Nel corso della stagione 2010-2011 Cristina Neagu ha subito un serio infortunio alla spalla destra, a causa del quale è rimasta lontana dai campi di gioco per circa 20 mesi durante i quali ha effettuato la riabilitazione negli Stati Uniti. Dopo aver ripreso a giocare in campionato nel mese di ottobre 2012, a fine gennaio 2013 ha subito un nuovo serio infortunio con la rottura del legamento crociato anteriore in una sessione di allenamento, infortunio che l'ha tenuta inattiva fino alla fine della stagione. Nell'estate 2013 ha lasciato il Râmnicu Vâlcea in difficoltà economiche per trasferirsi nella squadra montenegrina del Budućnost Podgorica. Ha giocato col Budućnost dal 2013 al 2017, vincendo tre campionati montenegrini e tre Coppe del Montenegro di fila. Inoltre, col Budućnost ha conquistato la sua prima EHF Champions League nell'edizione 2014-2015, nella quale venne inserita nella squadra del torneo come miglior terzino sinistro e vincendo la classifica marcatrici assieme alla croata Andrea Penezić.
Nel febbraio 2017 Cristina Neagu ha lasciato il Budućnost ed è tornata in Romania, firmando un contratto col CSM Bucarest. Con la squadra della capitale della Romania ha vinto campionato e coppa nazionale nella stagione 2017-2018. E col CSM Bucarest si è ripetuta come vincitrice della classifica marcatrici della EHF Champions League per la seconda volta nell'edizione 2017-2018 e conquistando per la quarta edizione di fila il premio di miglior terzino sinistro del torneo. Dopo essere stata ferma per circa un anno per un nuovo infortunio, Cristina Neagu è tornata a giocare nel mese di novembre 2019, venendo eletta ancora una volta miglior terzino sinistro della EHF Champions League per l'edizione 2019-2020.

### Nazionale

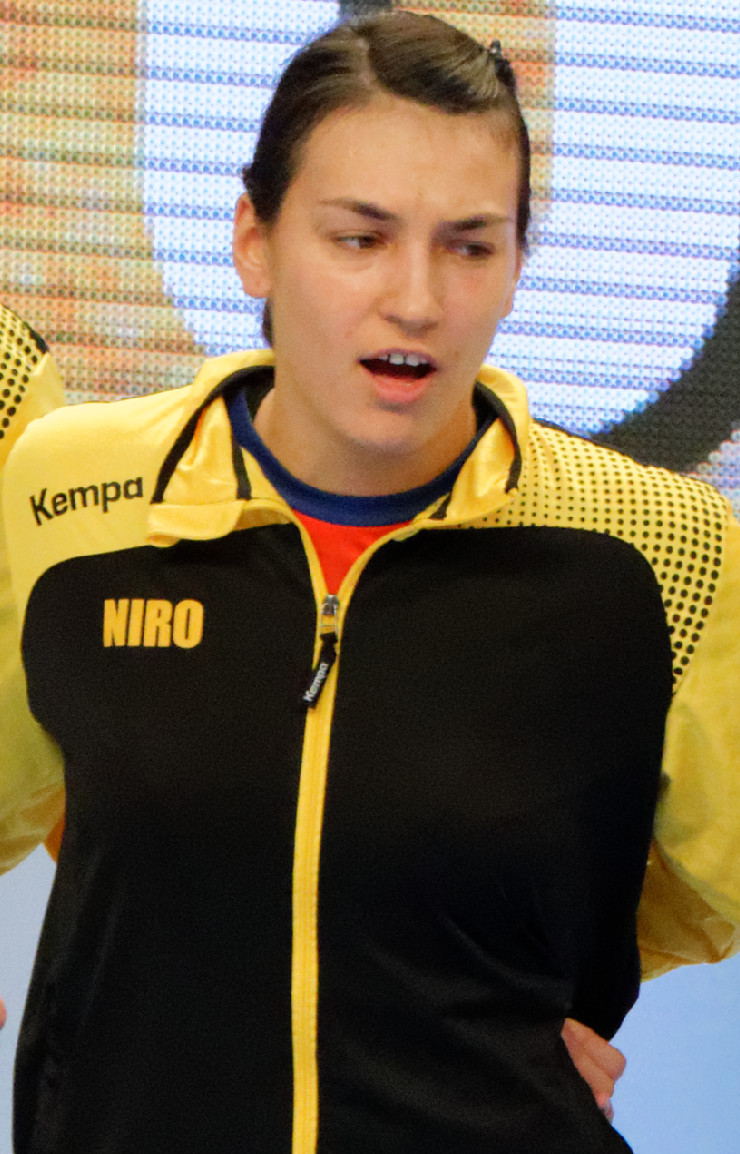
Cristina Neagu con la maglia della nazionale rumena nel 2016.

Sin da giovanissima Cristina Neagu ha fatto parte della selezione nazionale rumena. Nel 2005 ha fatto parte della selezione nazionale under-17 che ha conquistato il secondo posto al campionato europeo in Austria, del quale è stata eletta migliore giocatrice. Nel 2006 ha vinto con la nazionale rumena la medaglia di bronzo al Campionato mondiale giovanile, disputatosi in Canada, e venendo eletta anche in questa manifestazione migliore giocatrice. Nel 2007 è stata eletta miglior terzino sinistro del campionato europeo under-17, disputatosi in Turchia, nel quale ha conquistato la medaglia di bronzo con la nazionale.
Già nel 2006 all'età di 18 anni è entrata a far parte della nazionale della Romania e nel 2007 è stata convocata per il campionato mondiale. Nel 2008 ha fatto parte della nazionale rumena ai Giochi della XXIX Olimpiade a Pechino, concludendo il torneo al settimo posto, e nello stesso anno ha fatto la sua prima apparizione anche al campionato europeo, dove la Romania ha chiuso al quinto posto. Nel 2009 è stata eletta IHF Rookie of the Year.
Nel 2010 ha vinto con la nazionale rumena la medaglia di bronzo al campionato europeo di Danimarca e Norvegia, risultando la migliore marcatrice del torneo e venendo eletta migliore terzino sinistro del torneo. È stata nominata migliore giocatrice IHF dell'anno 2010, prima volta in carriera e anche prima giocatrice rumena a vincere questo premio.
Dopo essere stata nominata migliore terzino sinistro al campionato europeo di Croazia e Ungheria nel 2014, è stata candidata dalla IHF per il premio di migliore giocatrice dell'anno 2014, ma la votazione finale la vide concludere al secondo posto alle spalle della brasiliana Eduarda Amorim. Nel mese di dicembre del 2015 Cristina Neagu ha contribuito alla conquista della medaglia di bronzo al campionato mondiale 2015, venendo nominata migliore giocatrice del torneo e migliore terzino sinistro, finendo anche in testa alla classifica delle marcatrici della competizione. Grazie a questi successi e a quelli conquistati col club, Cristina Neagu è stata eletta migliore giocatrice dell'anno 2015.
Nel 2016 ha fatto parte della nazionale della Romania che ha partecipato ai Giochi olimpici di Rio de Janeiro, concludendo al terzo posto della classifica delle migliori marcatrici, nonostante la nazionale rumena fosse stata eliminata nella fase a gironi. Nel mese di dicembre è stata nuovamente inserita nella squadra del torneo come migliore terzino sinistro al campionato europeo di Svezia 2016. Inserita nuovamente tra le candidate al premio di migliore giocatrice IHF dell'anno, ha vinto l'edizione 2016 per la terza volta, la seconda consecutiva. Nel dicembre 2018 ha contribuito a portare la nazionale della Romania nuovamente in semifinale al campionato europeo e superò il record del maggior numero di reti realizzate nel torneo, raggiungendo la quota di 237 reti. Nel corso dell'ultima partita della fase principale contro l'Ungheria Cristina Neagu ha subito un nuovo serio infortunio, questa volta al ginocchio destro, che l'ha tenuta lontana dai campi di gioco per circa un anno. Ha vinto per la quarta volta, la terza consecutiva, il premio di migliore giocatrice IHF dell'anno per il 2018.

## Palmarès

### Club
- EHF Champions League: 1

Budućnost Podgorica: 2014-2015
- Campionato rumeno: 6

Râmnicu Vâlcea: 2008-2009, 2009-2010, 2010-2011, 2011-2012, 2012-2013
CSM Bucarest: 2017-2018
- Coppa di Romania: 3

Râmnicu Vâlcea: 2010-2011
CSM Bucarest: 2017-2018, 2018-2019
- Supercoppa di Romania: 3

Râmnicu Vâlcea: 2011
CSM Bucarest: 2017, 2019
- Campionato montenegrino: 3

Budućnost Podgorica: 2013-2014, 2014-2015, 2015-2016
- Coppa di Montenegro: 3

Budućnost Podgorica: 2013-2014, 2014-2015, 2015-2016

### Nazionale
- Campionato mondiale

 Bronzo: Danimarca 2015
- Campionato europeo

 Bronzo: Danimarca-Norvegia 2010
- Campionato mondiale giovanile

 Bronzo: Canada 2006
- Campionato europeo under-19

 Bronzo: Turchia 2007
- Campionato europeo under-17

 Argento: Austria 2005

### Individuale
- Miglior giocatrice dell'anno IHF: 4

2010, 2015, 2016, 2018
- Migliore giocatrice al campionato mondiale: 1

Danimarca 2015
- Migliore terzino sinistro al campionato mondiale: 1

Danimarca 2015
- Migliore marcatrice al campionato mondiale: 1

Danimarca 2015
- Migliore giocatrice al campionato mondiale giovanile: 1

Canada 2006
- IHF Rookie of the Year: 1

2009
- Miglior giocatrice dell'anno EHF: 2

2017, 2018
- Migliore terzino sinistro al campionato europeo: 3

Danimarca-Norvegia 2010, Croazia-Ungheria 2014, Svezia 2016
- Migliore marcatrice al campionato europeo: 1

Danimarca-Norvegia 2010
- Migliore terzino sinistro al campionato europeo under-19: 1

Turchia 2007
- Migliore giocatrice al campionato europeo under-17: 1

Austria 2005
- Migliore marcatrice alla EHF Champions League: 2

2014-2015, 2017-2018
- Migliore marcatrice alla Coppa delle Coppe EHF: 1

2007-2008
- Migliore terzino sinistro alla EHF Champions League: 6

2014-2015, 2015-2016, 2016-2017, 2017-2018, 2019-2020, 2020-2021
- Migliore giocatrice dell'anno in Romania: 6

2009, 2010, 2015, 2016, 2017, 2018
- Sportiva dell'anno in Romania: 1

2015
- Migliore giocatrice del campionato rumeno: 3

2017, 2018, 2019